# Scream (bài hát của Michael Jackson và Janet Jackson)
"Scream/Childhood" là một đĩa đơn của nghệ sĩ thu âm người Mỹ Michael Jackson nằm trong album phòng thu thứ chín của ông, HIStory: Past, Present and Future, Book I (1995). "Scream" và "Childhood" lần lượt là bài hát đầu tiên và thứ mười trên đĩa thứ hai HIStory Continues của album. "Scream" là một bản song ca của Jackson với em gái của ông Janet Jackson, trong khi "Childhood" là một bài hát được thể hiện bởi nam ca sĩ. Nó được phát hành vào ngày 31 tháng 5 năm 1995 bởi Epic Records như là đĩa đơn đầu tiên trích từ album.
"Scream" mang nội dung chủ yếu như là một bài hát trả đũa, trong đó liên hệ trực tiếp đến những tờ báo lá cải và chỉ ra nhiều tố cáo sai sự thật của họ về những cáo buộc lạm dụng tình dục trẻ em của Jackson năm 1993. Nó được viết lời và sản xuất bởi Jimmy Jam, Terry Lewis, Michael Jackson và Janet Jackson; trong đó Michael chơi hầu hết những nhạc cụ trong bài hát. "Scream" là sự kết hợp giữa những yếu tố của pop, R&B, electrorock, new jack swing, dance-pop, và funk. Quá trình ghi âm cho nó được diễn ra tại Hit Factory ở thành phố New York vào tháng 10 năm 1994 và Flyte Tyme Studios ở Edina, Minnesota vào tháng 12 năm 1994. Bài hát đã bị tiết lộ cho các đài phát thanh sớm hơn dự định, mặc dù Epic đã cố gắng giữ nó đến ngày phát hành chính thức.
"Scream" đa phần nhận được những phản ứng tích cực từ các nhà phê bình âm nhạc, trong đó họ so sánh nó với những tác phẩm trước của Jackson. Video ca nhạc của nó tính đến nay vẫn là một trong những thành tựu được hoan nghênh nhất trong sự nghiệp của nam ca sĩ, chiến thắng ba giải Video âm nhạc của MTV trên tổng số mười một đề cử, và một giải Grammy cho Video ca nhạc hình thái ngắn xuất sắc nhất. Với kinh phí thực hiện là bảy triệu đô-la, nó được liệt kê bởi Sách Kỷ lục Guinness như là video ca nhạc tốn kém nhất từng được thực hiện; tuy nhiên, đạo diễn của video là Mark Romanek đã bác bỏ tuyên bố trên và cho rằng có hai video ca nhạc khác phát hành cùng thời điểm có giá trị đắt đỏ hơn. Những hình ảnh trong "Scream" đã tạo nên nguồn cảm hứng cho một số video đương đại, bao gồm "No Scrubs" (1999) bởi TLC, "Shawty Get Loose" (2008) bởi Lil Mama, "Stay the Night" (1999) bởi IMx, "Walkin' on the Moon" (2009) bởi The-Dream, và "I'm Out" bởi Ciara hợp tác với Nicki Minaj (2013).
"Childhood" là một bài hát mang tính chất tự sự được viết lời và sản xuất bởi Michael Jackson. Nội dung của bài hát xung quanh những trải nghiệm về thời thơ ấu khó khăn của Jackson. Nó đã trở thành bài hát chủ đề cho bộ phim năm 1995 Free Willy 2: The Adventure Home, tiếp tục sự hợp tác của ông với loạt phim Free Willy. "Childhood" cũng xuất hiện trong một số album tổng hợp của Jackson, và nhận được những đánh giá trái chiều từ giới phê bình. Video ca nhạc cho bài hát, trong đó ít điểm chung với bộ phim hỗ trợ, đã được giới phê bình khen ngợi. "Scream"/Childhood" đã trở thành đĩa đơn đầu tiên trong lịch sử 37 năm của bảng xếp hạng Billboard ra mắt ở vị trí thứ năm trên bảng xếp hạng Billboard Hot 100, và là vị trí cao nhất của nó. Trên thị trường quốc tế, đĩa đơn cũng gặt hái những thành công vượt trội, đứng đầu các bảng xếp hạng ở Phần Lan, Hungary, Ý, New Zealand và Tây Ban Nha, và lọt vào top 5 ở hầu hết những thị trường lớn. Michael đã trình diễn "Scream" như là bài hát mở màn của chuyến lưu diễn HIStory World Tour (1996-1997), trong khi Janet đã trình diễn nó trong chuyến lưu diễn Number Ones, Up Close and Personal (2011) để tưởng nhớ người anh quá cố và Unbreakable World Tour (2015-2016).

## Danh sách bài hát
| Đĩa 7" quảng bá tại Anh quốc - A. "Scream" (Def Radio Mix) – 3:20 - B. "Scream" (đĩa đơn chỉnh sửa) – 4:04 Đĩa maxi 12" - A1. "Scream" (Naughty Main Mix) – 5:42 - A2. "Scream" (Naughty Pretty-Pella) – 5:41 - B1. "Scream" (Pressurized Dub Phần 2) – 6:32 - B2. "Scream" (bản album) – 4:42 Đĩa maxi CD tại châu Âu - 1. "Scream" (đĩa đơn chỉnh sửa) – 4:04 - 2. "Scream" (Naughty Pretty-Pella) – 5:51 - 3. "Scream" (Naughty Main Mix – không Rap) – 5:54 - 4. "Scream" (Pressurized Dub Phần 2) – 6:32 Đĩa maxi 12" tại Anh quốc - A1. "Scream" (Pressurized Dub Phần 1) – 10:06 - A2. "Scream" (Pressurized Dub Phần 2) – 6:32 - B1. "Scream" (bản album) – 4:42 - B2. "Scream" (đĩa đơn chỉnh sửa #2) – 4:04 - B3. "Scream" (Naughty Pretty-Pella) – 5:51 - B4. "Scream" (Naughty a cappella) – 4:40 Đĩa 12" quảng cáo 2 đĩa - A1. "Scream" (Classic Club Mix) – 9:00 - A2. "Scream" (D.M. R&B Extended Mix) – 5:34 - A3. "Scream" (Def Radio Mix) – 3:20 - B1. "Scream" (Naughty Main Mix) – 5:42 - B2. "Scream" (Naughty Main Mix không Rap) – 5:54 - B3. "Scream" (Dave "Jam" Hall's Extended Urban Mix) – 5:09 - C1. "Scream" (Pressurized Dub Phần 1) – 10:06 - C2. "Scream" (Pressurized Dub Phần 2) – 6:32 - D1. "Scream" (bản album) – 4:42 - D2. "Scream" (đĩa đơn chỉnh sửa #2) – 4:04 - D3. "Scream" (Naughty Pretty-Pella) – 5:51 - D4. "Scream" (Naughty a cappella) – 4:40 Đĩa quảng cáo tại Đức 1 - 1. "Message for German Fans" – 0:23 (track ẩn) - 2. "Scream" (đĩa đơn chỉnh sửa) – 4:05 - 3. "MJ Hits Medley" – 10:29 | Đĩa 7" / CD / CS - A. "Scream" – 4:42 - B. "Childhood" – 4:28 Đĩa 12" / CD - 1. "Scream" (Classic Club Mix) – 9:00 - 2. "Scream" (Pressurized Dub Phần 1) – 10:06 - 3. "Scream" (Naughty Main Mix) – 5:42 - 4. "Scream" (Dave "Jam" Extended Urban Remix) – 5:09 - 5. "Scream" (đĩa đơn chỉnh sửa) – 4:04 - 6. "Childhood" – 4:28 Đĩa CD maxi tại châu Âu/Anh quốc - 1. "Scream" (đĩa đơn chỉnh sửa) - 2. "Scream" (Def Radio Mix) - 3. "Scream" (Naughty Radio Edit với Rap) - 4. "Scream" (Dave "Jam" Hall's Ext Urban Mix Edit) - 5. "Childhood" (Chủ đề từ Free Willy 2) Đĩa đơn cassette - 1. "Scream" (đĩa đơn chỉnh sửa) – 4:04 - 2. "Childhood" – 4:28 - 3. "Scream" (bản album) – 4:42 |

## Xếp hạng
| Bảng xếp hạng (1995)                     | Vị trí cao nhất |
| ---------------------------------------- | --------------- |
| Úc (ARIA)                                | 2               |
| Áo (Ö3 Austria Top 40)                   | 9               |
| Bỉ (Ultratop 50 Flanders)                | 5               |
| Bỉ (Ultratop 50 Wallonia)                | 3               |
| Canada (The Record)                      | 5               |
| Canada (RPM)                             | 12              |
| Canada Adult Contemporary (RPM)          | 49              |
| Canada Dance/Urban (RPM)                 | 5               |
| Đan Mạch (Tracklisten)                   | 2               |
| Châu Âu (European Hot 100 Singles)       | 1               |
| Phần Lan (Suomen virallinen lista)       | 1               |
| Pháp (SNEP)                              | 4               |
| Đức (Official German Charts)             | 8               |
| Hungary (Single Top 40)                  | 1               |
| Ireland (IRMA)                           | 6               |
| Ý (FIMI)                                 | 1               |
| Hà Lan (Dutch Top 40)                    | 3               |
| Hà Lan (Single Top 100)                  | 4               |
| New Zealand (Recorded Music NZ)          | 1               |
| Na Uy (VG-lista)                         | 2               |
| Scotland (OCC)                           | 6               |
| Tây Ban Nha (AFYVE)                      | 1               |
| Thụy Điển (Sverigetopplistan)            | 8               |
| Thụy Sĩ (Schweizer Hitparade)            | 3               |
| Anh Quốc (OCC)                           | 3               |
| Anh Quốc R&B (OCC)                       | 1               |
| Hoa Kỳ Billboard Hot 100                 | 5               |
| Hoa Kỳ Dance Club Songs (Billboard)      | 1               |
| Hoa Kỳ Hot R&B/Hip-Hop Songs (Billboard) | 2               |
| Hoa Kỳ Pop Airplay (Billboard)           | 20              |

| Bảng xếp hạng (1995)                 | Vị trí |
| ------------------------------------ | ------ |
| Australia (ARIA)                     | 47     |
| Belgium (Ultratop 50 Flanders)       | 89     |
| Belgium (Ultratop 50 Wallonia)       | 30     |
| Canada (RPM)                         | 87     |
| Europe (European Hot 100 Singles)    | 36     |
| France (SNEP)                        | 59     |
| Germany (Official German Charts)     | 95     |
| Italy (FIMI)                         | 26     |
| Japan (Tokyo Hot 100)                | 38     |
| Netherlands (Dutch Top 40)           | 89     |
| Netherlands (Single Top 100)         | 55     |
| New Zealand (Recorded Music NZ)      | 22     |
| Norway Spring Period (VG-lista)      | 13     |
| Sweden (Sverigetopplistan)           | 79     |
| Switzerland (Schweizer Hitparade)    | 28     |
| UK Singles (Official Charts Company) | 57     |
| US Billboard Hot 100                 | 56     |
| US Hot Dance Club Songs (Billboard)  | 7      |
| US Hot R&B/Hip-Hop Songs (Billboard) | 62     |

## Chứng nhận
| Quốc gia                                                                           | Chứng nhận | Số đơn vị/doanh số chứng nhận |
| ---------------------------------------------------------------------------------- | ---------- | ----------------------------- |
| Úc (ARIA)                                                                          | Vàng       | 35.000^                       |
| New Zealand (RMNZ)                                                                 | Vàng       | 15,000*                       |
| Anh Quốc (BPI)                                                                     | Bạc        | 200.000^                      |
| Hoa Kỳ (RIAA)                                                                      | Bạch kim   | 1,000,000^                    |
| * Chứng nhận dựa theo doanh số tiêu thụ. ^ Chứng nhận dựa theo doanh số nhập hàng. |            |                               |